# Montarcher
Montarcher – miejscowość i gmina we Francji, w regionie Owernia-Rodan-Alpy, w departamencie Loara.
Według danych na rok 1990 gminę zamieszkiwało 55 osób, a gęstość zaludnienia wynosiła 9 osób/km² (wśród 2880 gmin regionu Rodan-Alpy Montarcher plasuje się na 1563. miejscu pod względem liczby ludności, natomiast pod względem powierzchni na miejscu 1427.).